# Alianza de la Izquierda Europea por los Pueblos y el Planeta
Alianza de la Izquierda Europea por los Pueblos y el Planeta (ELA) es un partido político europeo que une a varios partidos verdes, feministas y de izquierdas, creado en 2024 por las formaciones que anteriormente constituían la alianza política Ahora el Pueblo (NTP).
Nació con el manifiesto Ahora el Pueblo, que firmaron Catarina Martins (Bloque de Izquierda), Pablo Iglesias (Podemos) y Jean-Luc Mélenchon (Francia Insumisa) el 12 de abril de 2018, con vistas a las elecciones europeas de 2019. En junio de 2018, los partidos Alianza Roji-Verde (Dinamarca), Alianza de la Izquierda (Finlandia) y Partido de la Izquierda (Suecia) se unieron a Ahora el Pueblo. En febrero de 2024, se adhirieron el partido italiano Poder al Pueblo y el alemán La Izquierda.
El 19 de septiembre de 2024, tras las elecciones al Parlamento Europeo de 2024, Manon Aubry anunció que los seis miembros originales de Ahora el Pueblo junto con el polaco Lewica Razem, formarían el nuevo partido político europeo Alianza de la Izquierda Europea por los Pueblos y el Planeta. Finalmente, el 27 de septiembre de 2024, fue admitido y registrado por la Autoridad para los partidos políticos europeos y las fundaciones políticas europeas como partido político europeo.
Sus eurodiputados se integran en el grupo La Izquierda-GUE-NGL.

## Partidos miembros
| País      | Partido                 | Eurodiputados | Dip.Nacionales |
| --------- | ----------------------- | ------------- | -------------- |
| Portugal  | Bloque de Izquierda     | 1/21          | 1/230          |
| Francia   | Francia Insumisa        | 9/81          | 75/577         |
| Suecia    | Partido de la Izquierda | 2/21          | 24/349         |
| Dinamarca | Alianza Roji-Verde      | 1/14          | 9/179          |
| España    | Podemos                 | 2/61          | 4/350          |
| Finlandia | Alianza de la Izquierda | 3/15          | 11/200         |
| Polonia   | Lewica Razem            | -             | 8/460          |

## Antiguos miembros
Los siguientes partidos formaron parte de la alianza Ahora el Pueblo, pero no se incorporaron a la Alianza de la Izquierda Europea por los Pueblos y el Planeta: 
| País     | Partido            |
| -------- | ------------------ |
| Alemania | La Izquierda       |
| Italia   | Izquierda Italiana |

## Instituciones europeas
| Organización      | Institución                                                | Representantes |
| ----------------- | ---------------------------------------------------------- | -------------- |
| Unión Europea     | Parlamento Europeo                                         | 18/720         |
| Unión Europea     | Comisión Europea                                           | 0/27           |
| Unión Europea     | Consejo Europeo (jefes de Gobierno)                        | 0/27           |
| Unión Europea     | Consejo de la Unión Europea (participación en el Gobierno) |                |
| Unión Europea     | Comité Europeo de las Regiones                             | 0/329          |
| Consejo de Europa | Asamblea Parlamentaria del Consejo de Europa               |                |